# Gavia egeriana
Gavia egeriana je prapovijesna vrsta ptice iz reda plijenora. Živjela je u ranom miocenu u Čehoslovačkoj, a moguće je da je živjela i u mjestu Cheswold, u Delawareu u SAD-u. Živjela je također i Yorktownskom ranom pliocenu Lee Creeka u Južnoj Karolini.